# Tour der südafrikanischen Rugby-Union-Nationalmannschaft nach Argentinien 1993
| Tour der Springboks nach Argentinien 1993 | Tour der Springboks nach Argentinien 1993 | Tour der Springboks nach Argentinien 1993 | Tour der Springboks nach Argentinien 1993 | Tour der Springboks nach Argentinien 1993 |
| Übersicht                                 | S                                         | G                                         | U                                         | N                                         |
| ----------------------------------------- | ----------------------------------------- | ----------------------------------------- | ----------------------------------------- | ----------------------------------------- |
| Test Matches                              | 2                                         | 2                                         | 0                                         | 0                                         |
| Sonstige Spiele                           | 4                                         | 3                                         | 0                                         | 1                                         |
| Gesamt                                    | 6                                         | 5                                         | 0                                         | 1                                         |
|                                           |                                           |                                           |                                           |                                           |
| Argentinien                               | 2                                         | 2                                         | 0                                         | 0                                         |

Die Tour der südafrikanischen Rugby-Union-Nationalmannschaft nach Argentinien 1993 umfasste eine Reihe von Freundschaftsspielen der Springboks, der Nationalmannschaft Südafrikas in der Sportart Rugby Union. Das Team reiste im Oktober und November 1993 durch Argentinien und bestritt sechs Spiele. Dazu gehörten erstmals überhaupt zwei Test Matches gegen die argentinische Nationalmannschaft, hinzu kamen vier weitere Partien gegen regionale Auswahlteams. Die Springboks mussten eine Niederlage gegen die Auswahl der Unión de Rugby de Buenos Aires hinnehmen.

## Spielplan
- Hintergrundfarbe grün = Sieg
- Hintergrundfarbe rot = Niederlage

(Test Matches sind grau unterlegt; Ergebnisse aus der Sicht Südafrikas)
| #  | Datum             | Gegner                         | Ort                   | Stadion                           | Ergebnis |
| -- | ----------------- | ------------------------------ | --------------------- | --------------------------------- | -------- |
| 01 | 28. Oktober 1993  | Unión Cordobesa de Rugby       | Córdoba               | Estadio Olímpico Chateau Carreras | 55:37    |
| 02 | 30. Oktober 1993  | Unión de Rugby de Buenos Aires | Buenos Aires          | Estadio Ferro Carril Oeste        | 27:28    |
| 03 | 02. November 1993 | Unión de Rugby de Tucumán      | San Miguel de Tucumán | Estadio Monumental José Fierro    | 40:12    |
| 04 | 06. November 1993 | Argentinien                    | Buenos Aires          | Estadio Ferrocarril Oeste         | 29:26    |
| 05 | 09. November 1993 | Unión de Rugby de Rosario      | Rosario               | Estadio El Coloso del Parque      | 40:26    |
| 06 | 13. November 1993 | Argentinien                    | Buenos Aires          | Estadio Ferrocarril Oeste         | 52:23    |

## Test Matches
| 6. November 1993 | Argentinien                                                               | 26 : 29         | Südafrika                                                                                     | Estadio Ferro Carril Oeste, Buenos Aires Zuschauer: 30.000 Schiedsrichter: Derek Bevan (Wales) |
| 6. November 1993 | Versuche: Cuesta Silva Mesón Erhöhungen: Mesón (2) Straftritte: Mesón (4) | (10:29) Bericht | Versuche: Joubert Small (2) van der Westhuizen Erhöhungen: Stransky (3) Straftritte: Stransky | Estadio Ferro Carril Oeste, Buenos Aires Zuschauer: 30.000 Schiedsrichter: Derek Bevan (Wales) |

Aufstellungen:
- Argentinien: Lisandro Arbizu , Gonzalo Camardón, Matías Corral, Diego Cuesta Silva, Pablo Fernández Bravo, Gustavo Jorge, Ricardo Le Fort, Germán Llanes, Santiago Mesón, Patricio Noriega, Raúl Pérez, Sebastián Salvat, Pedro Sporleder, Martín Terán, Guillermo Ugartemendia 
 Auswechselspieler: Miguel Bertranou, Rafael Bullrich, Luis Criscuolo, Roberto Grau, Alejandro Marguery, Sergio Peretti
- Südafrika: John Allan, Steve Atherton, Heinrich Füls, André Joubert, Guy Kebble, Ruben Kruger, Pieter Muller, Jacques Olivier, Francois Pienaar , James Small, Tiaan Strauss, Joel Stransky, Hannes Strydom, Balie Swart, Joost van der Westhuizen 
 Auswechselspieler: Keith Andrews, Mark Andrews, Naka Drotské, Henry Honiball, Hennie le Roux, Hendrik Martens

| 13. November 1993 | Argentinien                                                                             | 23 : 52        | Südafrika | Estadio Ferro Carril Oeste, Buenos Aires Zuschauer: 30.000 Schiedsrichter: Derek Bevan (Wales) |
| 13. November 1993 | Versuche: Camardón Jorge Erhöhungen: Mesón (2) Straftritte: Mesón (2) Dropgoals: Arbizu | (3:27) Bericht | Versuche: Johnson Small (2) Strauss (2) van der Westhuizen Williams Erhöhungen: Johnson (4) Straftritte: Johnson (3) | Estadio Ferro Carril Oeste, Buenos Aires Zuschauer: 30.000 Schiedsrichter: Derek Bevan (Wales) |

Aufstellungen:
- Argentinien: Lisandro Arbizu , Miguel Bertranou, Gonzalo Camardón, Matías Corral, Diego Cuesta Silva, Pablo Fernández Bravo, Gustavo Jorge, Ricardo Le Fort, Germán Llanes, Santiago Mesón, Patricio Noriega, Sebastián Salvat, Pedro Sporleder, Martín Terán, Guillermo Ugartemendia 
 Auswechselspieler: Rafael Bullrich, Luis Criscuolo, Roberto Grau, Alejandro Marguery, Sergio Peretti, Raúl Pérez
- Südafrika: Keith Andrews, Steve Atherton, Naka Drotské, Heinrich Füls, Henry Honiball, Gavin Johnson, Guy Kebble, Ruben Kruger, Pieter Muller, Francois Pienaar , James Small, Tiaan Strauss, Hannes Strydom, Joost van der Westhuizen, Chester Williams 
 Auswechselspieler: John Allan, Mark Andrews, André Joubert, Hennie le Roux, Hendrik Martens, Balie Swart

## Tour des Entwicklungsteams
Im selben Zeitraum fand auch die Tour eines Entwicklungsteams mit Nachwuchsspielern statt, das auch in Chile und Uruguay Halt machte. Die drei Spiele gegen Nationalmannschaften zählten nicht als Test Matches.
| #  | Datum             | Gegner                     | Ort               | Stadion                        | Ergebnis |
| -- | ----------------- | -------------------------- | ----------------- | ------------------------------ | -------- |
| 01 | 20. Oktober 1993  | Unión Marplatense de Rugby | Mar del Plata     | Club Universitario             | 32:29    |
| 02 | 24. Oktober 1993  | Chile                      | Santiago de Chile | Universidad Católica           | 68:19    |
| 03 | 26. Oktober 1993  | Unión Sanjuanina de Rugby  | San Juan          | Club San Martín                | 18:11    |
| 04 | 31. Oktober 1993  | Argentinien                | Gonnet            | El Bosque                      | 10:42    |
| 05 | 03. November 1993 | Unión Santafesina de Rugby | Sante Fe          | Estadio B. G. Estanislao López | 19:21    |
| 06 | 06. November 1993 | Uruguay                    | Montevideo        | Estadio Gran Parque Central    | 22:37    |